# Bolgheri
Bólgheri è una frazione del comune italiano di Castagneto Carducci, nella provincia di Livorno, in Toscana.
(Attilio Zuccagni-Orlandini, Indicatore topografico della Toscana granducale (1856))

## Geografia fisica
Il borgo si trova pochi chilometri a nord-ovest rispetto al capoluogo comunale, situato nella Maremma Settentrionale, storicamente conosciuta come Maremma Pisana (detta oggi anche Maremma Livornese). 

## Storia
Il nome si ipotizza possa derivare da un insediamento militare di Bulgari alleati dei Longobardi, qui attestati in posizione difensiva contro un eventuale sbarco di truppe bizantine provenienti dalla Sardegna. Il primo documento noto che menziona il castello di Bolgheri è un atto del 23 gennaio 1158, spettante al monastero di Santa Maria di Serena presso Chiusdino, eretto dal conte Gherardo della Gherardesca. In questo atto si parla di cedere a Villano arcivescovo di Pisa una gran parte di beni, fra i quali alcuni possedimenti situati nella curia di Bolgari.
È ignota l'epoca precisa in cui il castello di Bolgheri prese questo nome al posto del precedente di Sala del Duca Allone. Infatti così il distretto di Bolgheri fu designato nella bolla spedita il 20 novembre 1075 da papa Gregorio VII a Guglielmo vescovo di Populonia, là dove si prescrivono i confini della stessa diocesi dal lato occidentale. Come poi Allone duca di Lucca e di Pisa alla caduta dei Longobardi, confermato nella stessa magistratura da Carlo Magno, si fosse impadronito dei possedimenti dei conti Della Gherardesca, è attestato da una lettera di papa Adriano I scritta al nuovo re dei Longobardi, affinché volesse ordinare la restituzione dei possessi confiscati e presi dal duca Allone a Gunfredo abate del monastero di Monteverdi, cioè al figlio di San Walfredo fondatore della suddetta Badia e più remoto antenato della famiglia Della Gherardesca.
Fin dalla sua origine Bolgheri fu dominio dei conti della Gherardesca, i quali vi ebbero castello e palazzo anche quando fioriva il potente conte Bonifazio Novello signore di Pisa; e fu probabilmente in Bolgheri dove quel conte per tre mesi alloggiò l'antipapa Pietro da Corvaja per indurlo a rinunciare alle sue pretesa al soglio pontificio. Il castello di Bolgheri subì nel tempo vari attacchi, sia nel 1393 quando fu bruciato dai fiorentini, sia nel 1496 quando fu saccheggiato dall'esercito dell'imperatore Massimiliano che uccise il conte Arrigo nel proprio castello. Con la sottomissione di Pisa da parte di Firenze, i conti di Bolgheri tornarono sotto la Repubblica fiorentina. Il castello di Bolgheri cominciò a risorgere da tante rovine all'inizio del XVIII secolo per opera dei conti che diedero un certo impulso alle attività agricole della zona, la bonifica di alcune zone paludose, la costruzione di un orfanotrofio nel 1817 e di un acquedotto che rifornì di acqua potabile il paese.
Secondo i dati demografici riportati da Repetti, Bolgheri ha avuto 111 abitanti nel 1551, 108 nel 1745, 635 nel 1835 e 730 nel 1845.

## Monumenti e luoghi d'interesse
Il caratteristico borgo si è sviluppato attorno al castello medievale (ampiamente rimaneggiato nel corso dei secoli) che sorge su una modesta altura raggiungibile attraverso il suggestivo Viale dei Cipressi, strada lunga quasi cinque chilometri che ha inizio a valle, sulla via Aurelia, proprio dinanzi al settecentesco Oratorio di San Guido: il luogo è stato reso celebre dai versi di Giosuè Carducci nella poesia Davanti San Guido (1874).
Inoltre, all'interno del paese è ubicato il cimitero monumentale dove fu sepolta la nonna dello stesso poeta, Lucia.
Non distante dal nucleo abitato, su un'altura posta a quasi 400 metri sul livello del mare, sorge l'antico nucleo fortificato di Castiglioncello di Bolgheri, con la chiesa di San Bernardo.
- Viale dei Cipressi
- Castello di Bolgheri
- Chiesa dei Santi Giacomo e Cristoforo
- Chiesa di San Sebastiano
- Chiesa di Sant'Antonio
- Castello di Castiglioncello di Bolgheri e chiesa di San Bernardo
- Oratorio di San Guido

## Il Rifugio Faunistico di Bolgheri
La sua istituzione risale alla seconda metà del Novecento e si estende su circa 500 ettari di terreno, compresi tra il Mar Ligure e la Ferrovia Tirrenica.
È stata, nel 1959, la prima oasi naturale privata in Italia (grazie al Marchese Mario Incisa della Rocchetta, che fu anche presidente del WWF), e dal 1968 è riconosciuta Oasi WWF.
Il parco conserva ancora le caratteristiche della Maremma prima delle bonifiche attuate nel corso del XIX secolo: oltre alla palude, dove si estendono fitti canneti, sono presenti ginepri, pini domestici, lecci e frassini. La riserva è animata da una consistente fauna, costituita da caprioli, conigli, scoiattoli, storni, falchi pellegrini, gufi, gru, germani reali ecc.
Il rifugio è aperto al pubblico da ottobre ad aprile, solo su prenotazione.

## Vini
Bolgheri è famoso, oltre che per le caratteristiche storico-paesaggistiche, anche per i vini rossi che vengono preparati nella zona. Grazie alle particolari caratteristiche del terreno e al microclima soleggiato, asciutto e moderatamente ventilato, si sono ben adattati nella zona vitigni di origine bordolese, quali il Cabernet sauvignon, il Cabernet franc, il Merlot e il Petit Verdot.
Tra i più famosi ritroviamo il Sassicaia di Tenuta San Guido (nell'omonima zona della frazione), a base di Cabernet Sauvignon e Cabernet Franc (la storica fattoria sorge proprio di fronte all'Oratorio di San Guido), i vini di Ornellaia e Masseto, Guado al Tasso, Le Macchiole, Grattamacco e Michele Satta. La maggior parte dei vini prodotti rientrano nella denominazione "Bolgheri DOC".
- Bolgheri rosso
- Bolgheri rosso superiore
- Bolgheri Sassicaia
- Bolgheri Sauvignon
- Bolgheri Vermentino
- Bolgheri bianco
- Bolgheri rosato

## Altre immagini

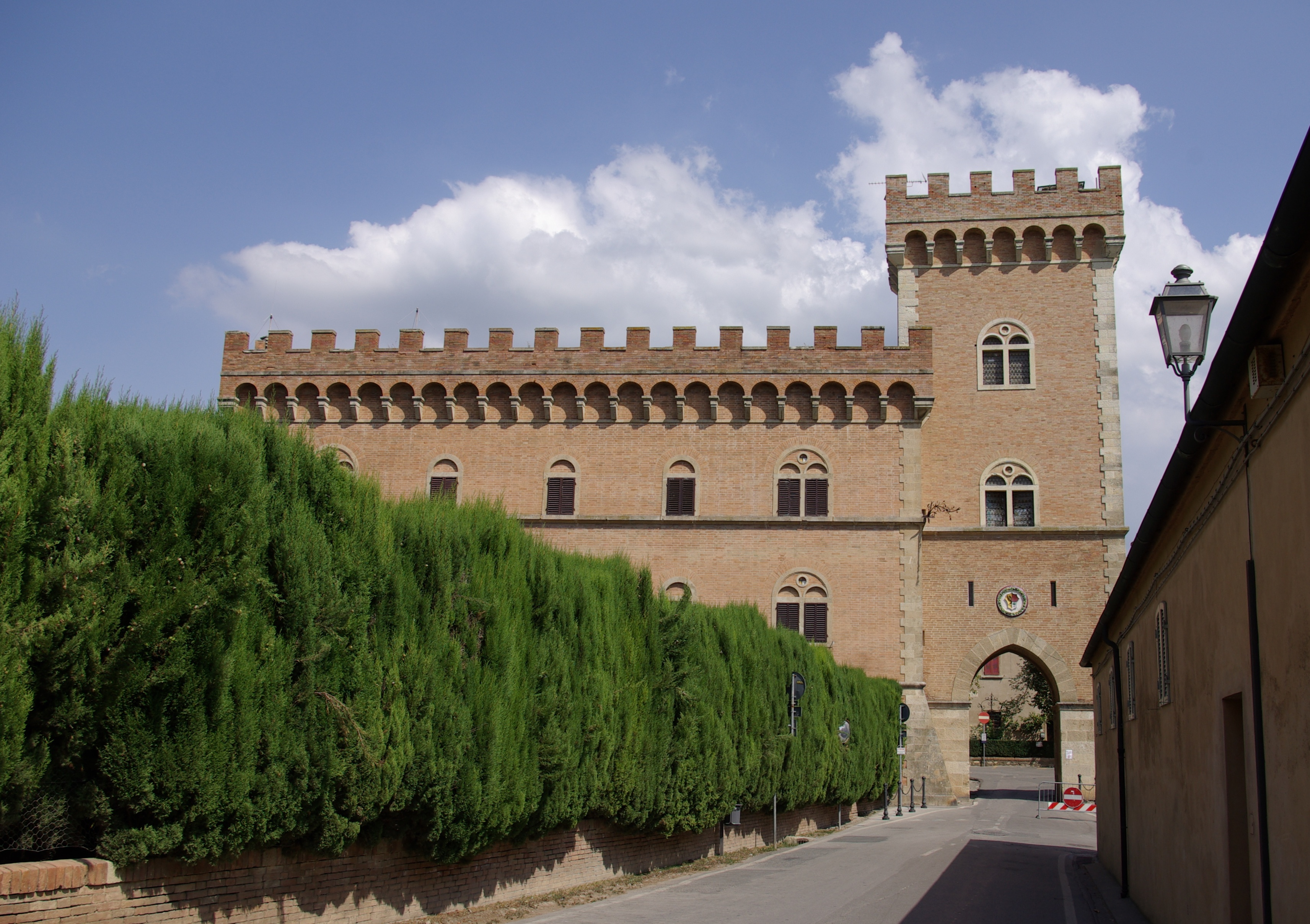
Castello
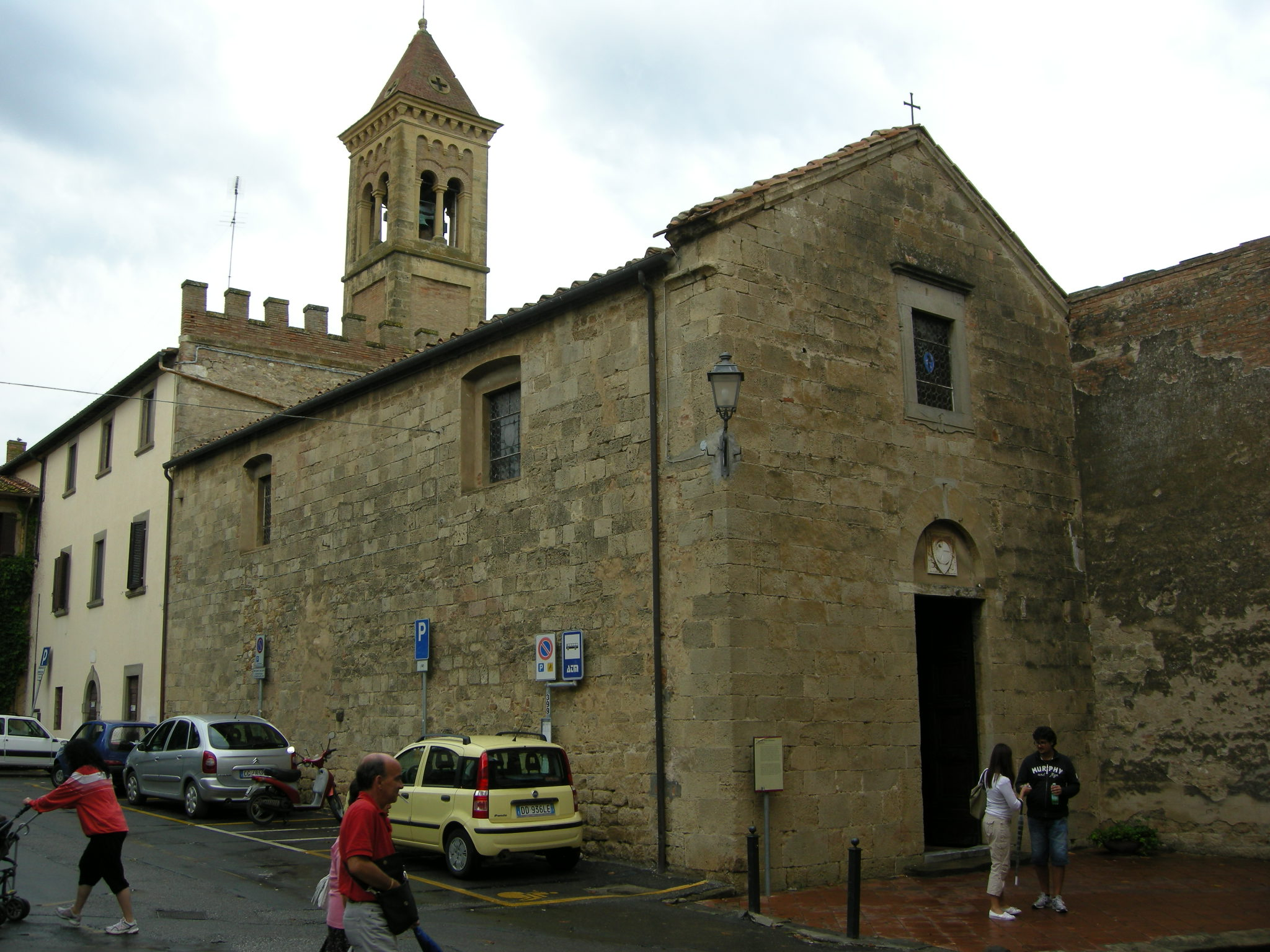
Santi Giacomo e Cristoforo
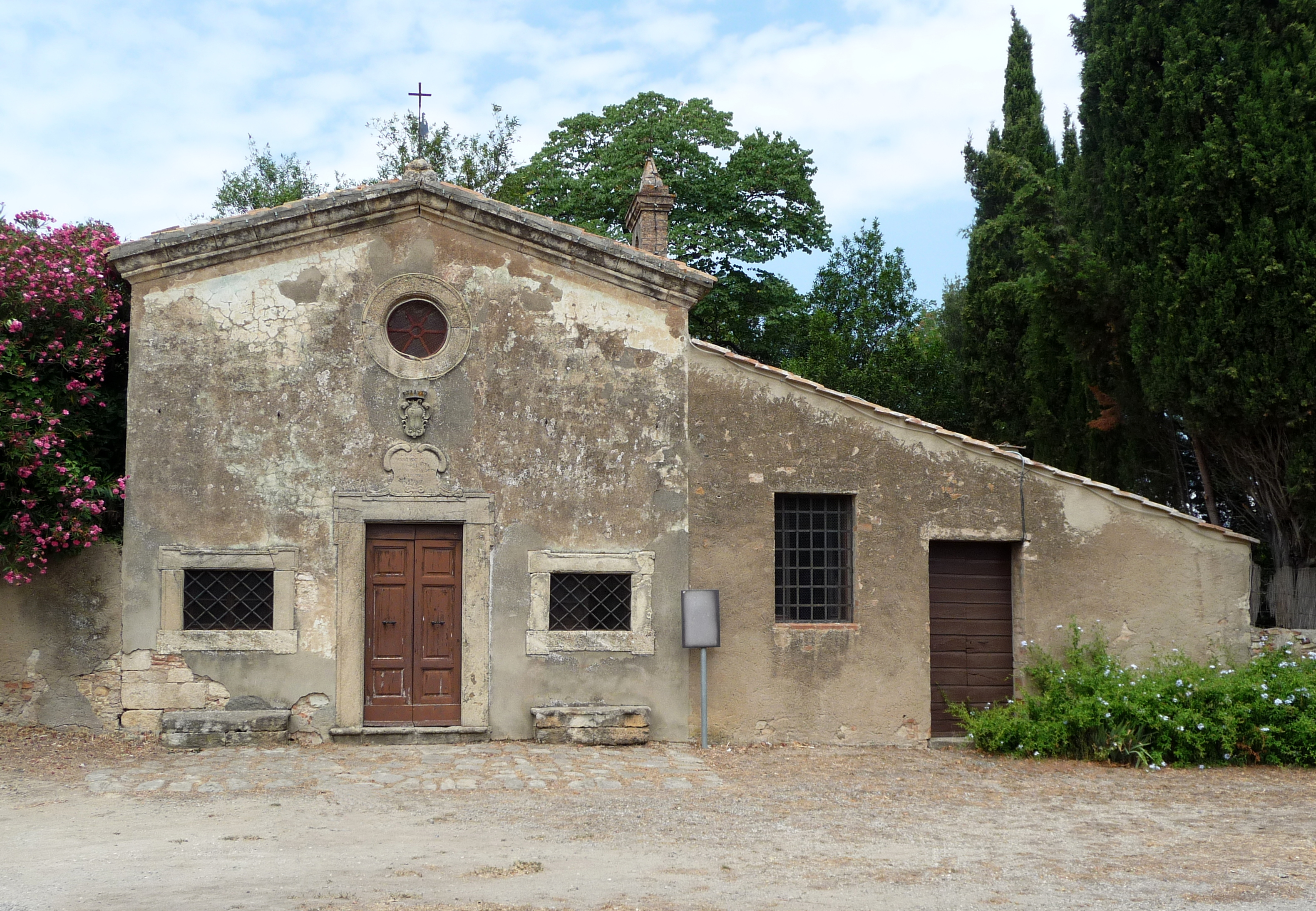
Chiesetta di Sant'Antonio
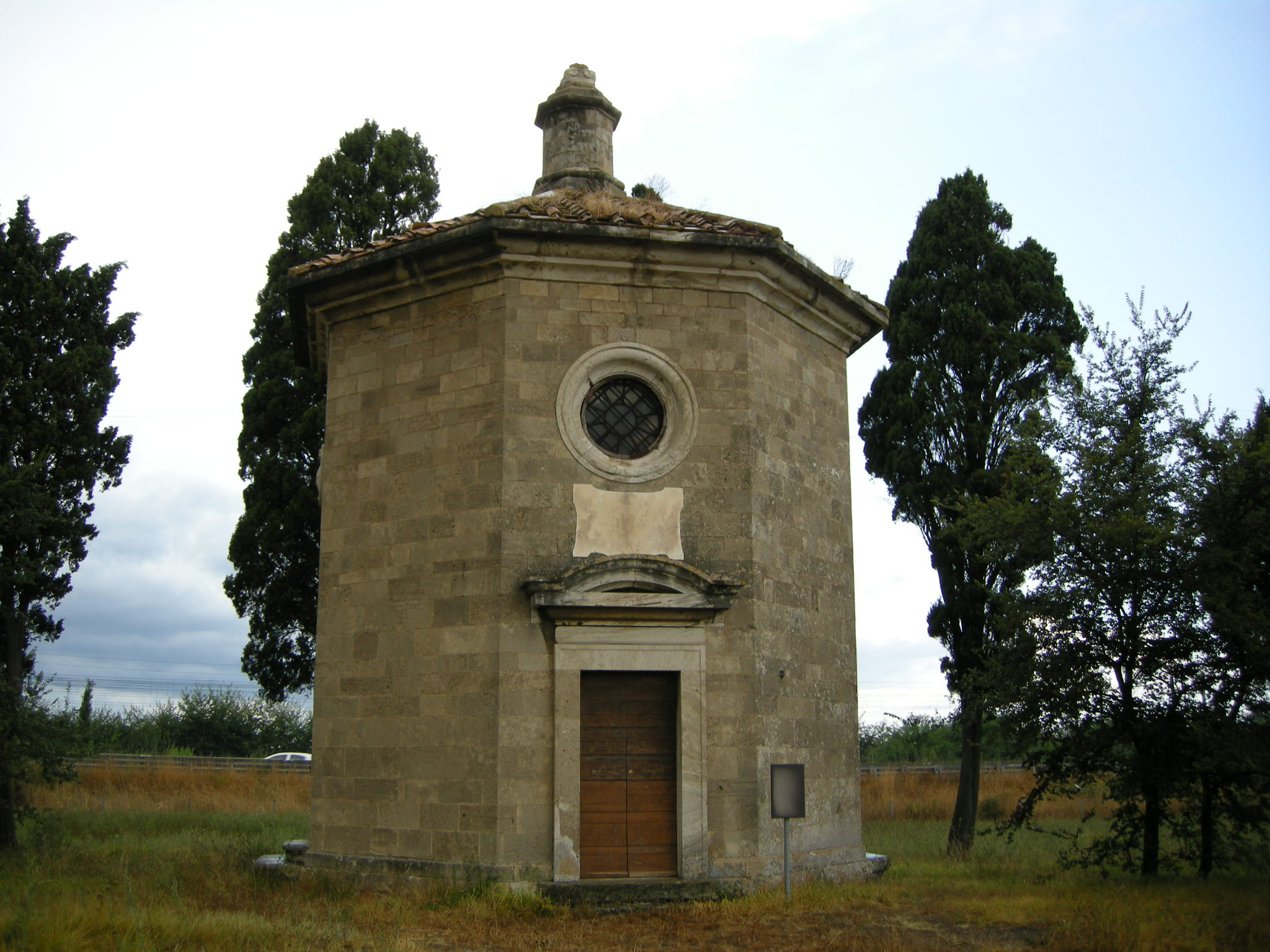
Oratorio di San Guido
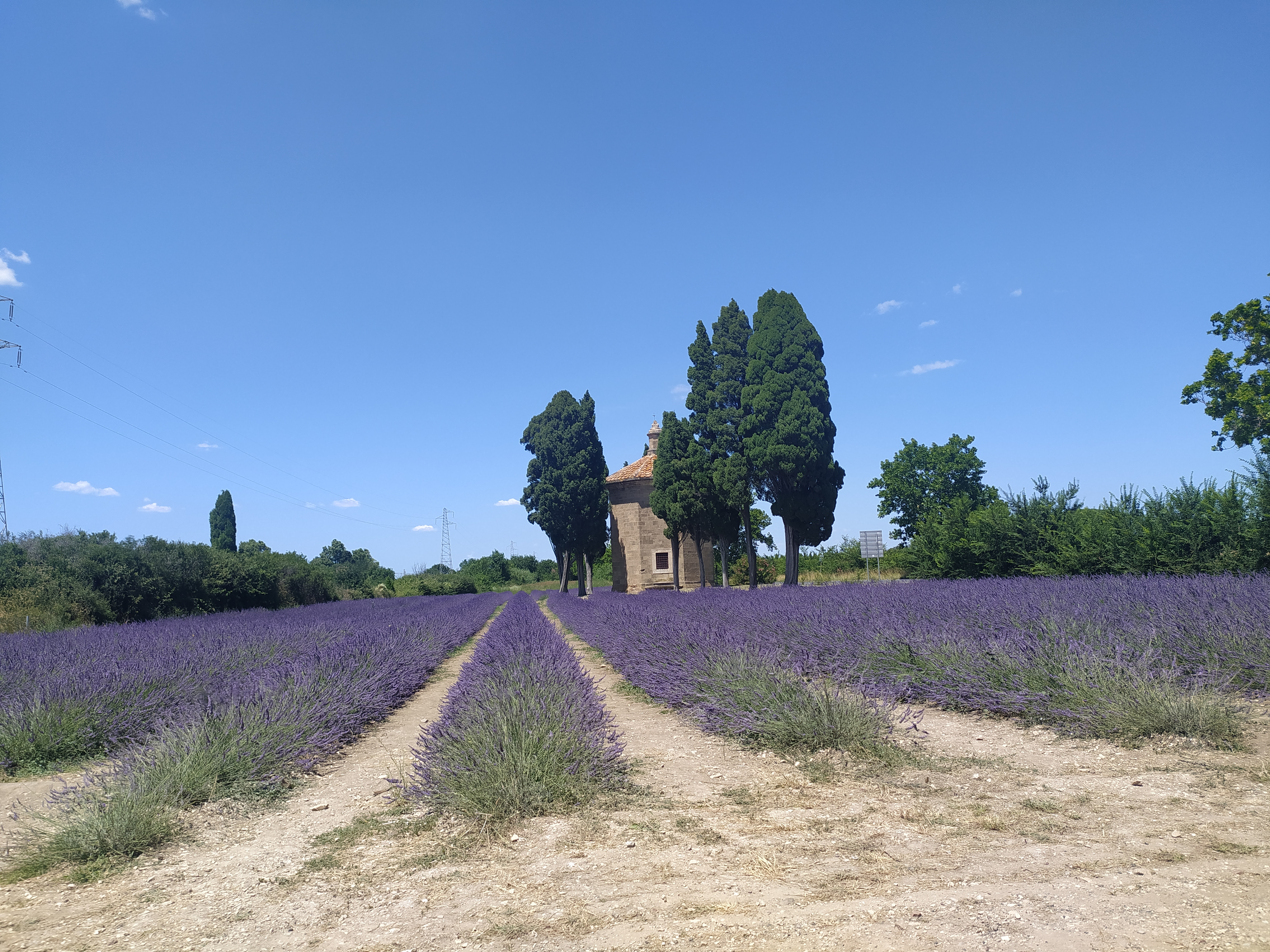
Oratorio San Guido e fioritura lavanda